# Cunonia macrophylla

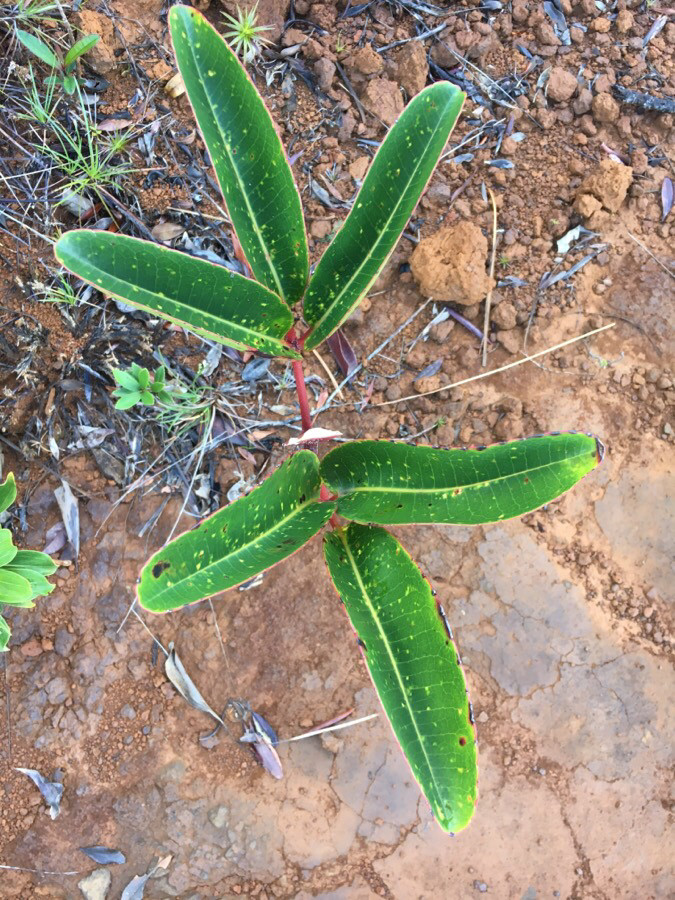
Feuillage d'un jeune individu.

Balayette
Espèce
Classification APG III (2009)
Cunonia macrophylla, aussi appelée Balayette, est une espèce de la famille des Cunoniaceae. Elle est endémique de Nouvelle-Calédonie.

## Description

### Aspect général

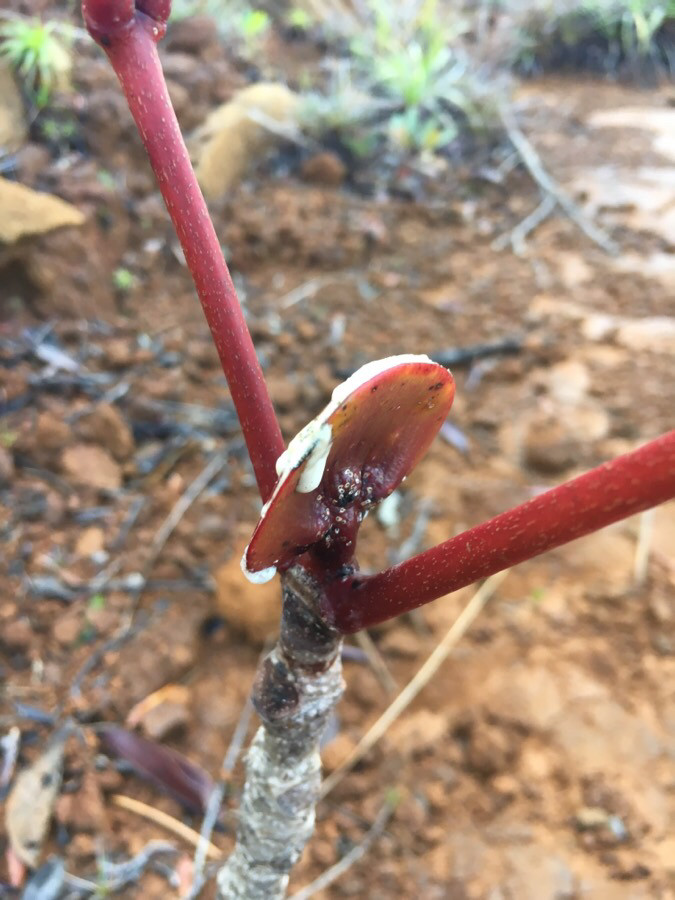
Stipules

L'espèce se présente comme un arbuste d'abord monocaule, puis peu ramifié. Il est en général haut de 50 centimètres à 2 mètres, mais peut atteindre les 5 mètres dans certains cas.

### Feuilles
Les feuilles sont composées, coriaces, et ses nervures médianes sont rouge vif. Les stipules sont particulièrement grosses ; en forme d'oreillettes, elles évoquent les haches-ostensoirs kanak.

### Fleurs
Les fleurs, blanches à jaune-vert pâle, sont disposées en inflorescences en forme de rince-bouteilles tournés vers le bas. Elles sont inodores. La floraison a lieu le plus souvent pendant la saison chaude,.

### Fruits
Les fruits sont des capsules déhiscentes.

## Répartition
Cette espèce se trouve dans le tiers sud de la Grande Terre (au sud d'une ligne Boulouparis-Thio), dans le maquis minier jusqu'à près de 1200 mètres d'altitude,. Elle y est assez commune.

## Usages potentiels
Des substances antibiotiques actives ont été extraites de cette espèce.